# São Lourenço do Sul (kommun)
São Lourenço do Sul är en kommun i Brasilien.   Den ligger i delstaten Rio Grande do Sul, i den södra delen av landet, 1 800 km söder om huvudstaden Brasília. Antalet invånare är 43 114.
Följande samhällen finns i São Lourenço do Sul:
- São Lourenço do Sul

Omgivningarna runt São Lourenço do Sul är en mosaik av jordbruksmark och naturlig växtlighet. Runt São Lourenço do Sul är det glesbefolkat, med 15 invånare per kvadratkilometer.